# Tirpersdorf
Tirpersdorf ist eine Gemeinde im sächsischen Vogtlandkreis. Der Ort ist Sitz des Verwaltungsverbandes Jägerswald und befindet sich rund elf Kilometer südöstlich der Kreisstadt Plauen. In Tirpersdorf liegt der geografische Mittelpunkt des Vogtlandkreises.

## Geographie

### Geographische Lage
Die Gemeinde Tirpersdorf ist im sächsischen Vogtland auf 486 m ü. NHN am Rande des Jägerswaldes gelegen. Ein Teil des Jägerswaldes befindet sich auf Tirpersdorfer Flur, er erstreckt sich über Teile der Gemarkungen Lottengrün und Tirpersdorf. Um den Ort Brotenfeld im Süden der Gemeinde ist ein weiteres Waldgebiet gelegen, das übrige Gebiet dient vornehmlich landwirtschaftlichen Zwecken. Tirpersdorf befindet sich im Zentrum des Vogtlandkreises und im sächsischen Teil des historischen Vogtlands. Geografisch liegt die Gemeinde im Osten des Naturraums Vogtland (Oberes Vogtland).
Die Täler mehrerer Bäche durchschneiden die Tirpersdorfer Landschaft: Der Droßdorfer Bach entspringt nordöstlich des gleichnamigen Ortsteils und mündet an der südlichen Gemeindegrenze in den Hainbach, der aus Richtung Lottengrün (mit der Einmündung des Lottengrüner Baches) kommt und in Oelsnitz/Vogtl. in die Weiße Elster mündet. Der Kottengrüner Bach fließt direkt durch Tirpersdorf. Er hat seine Quelle östlich des Dorfes Kottengrün (zu Weida) und mündet bei Oelsnitz in den Görnitzbach, der dann ebenfalls in die Weiße Elster entwässert. Durch Brotenfeld verläuft der Krählohbach, er entspringt auch in Kottengrün und mündet wie der Kottengrüner Bach in den Görnitzbach.

Lage der Gemarkung Tirpersdorf innerhalb der Gemeinde

### Nachbargemeinden und -orte
|                | Gemeinde Theuma                             | Gemeinde Bergen |
| Stadt Plauen   | Kompassrose, die auf Nachbargemeinden zeigt | Gemeinde Werda  |
| Stadt Oelsnitz | Gemeinde Mühlental                          | Stadt Schöneck  |

In der Gemeinde Tirpersdorf bildet der Ort einen amtlichen Gemeindeteil mit eigener Gemarkung, die teils an Orte innerhalb und teils an Dörfer außerhalb der Gemeinde grenzt. Im Norden ist der Ortsteil Lottengrün angrenzend, im Nordosten wird die Gemarkung außerdem von der Theumaer Gemarkung begrenzt. Östlich des Dorfes befinden sich Pillmannsgrün und Kottengrün (beide zur Gemeinde Werda), im Süden ist der Tirpersdorfer Ortsteil Brotenfeld gelegen. Die westliche Ortsgrenze bilden die Gemarkungen von Zaulsdorf (zu Mühlental), Hartmannsgrün (zu Oelsnitz/Vogtl.) und Droßdorf (zu Tirpersdorf).

### Ortsteile
Die Gemeinde setzt sich aus acht amtlichen Ortsteilen zusammen, von denen einer Tirpersdorf selbst ist. Die anderen Ortsteile wurden – mit Ausnahme von Brotenfeld, das 1950 zu Tirpersdorf kam – 1994 angegliedert. Außer Juchhöh bildet jeder Ortsteil auch seine eigene Gemarkung. Diese sind in der Karte dargestellt. Die folgende Tabelle erfasst diese acht Gemeindeteile mit einigen dazugehörigen Angaben:
| Ortsteil     | Erst- erwähnung | Ortsteil seit | Einwohner (Stand: 2012) |
| ------------ | --------------- | ------------- | ----------------------- |
| Altmannsgrün | 1328            | 1994          | 051                     |
| Brotenfeld   | 1378            | 1950          | 148                     |
| Droßdorf     | 1267            | 1994          | 085                     |
| Juchhöh      | 000?            | 1994          | 101                     |
| Lottengrün   | 1267            | 1994          | 163                     |
| Obermarxgrün | 1328            | 1994          | 061                     |
| Schloditz    | 1267            | 1994          | 102                     |
| Tirpersdorf  | 1264            | 000–          | 708                     |

| Karte |
| ----- |
|       |

Den größten Anteil an der Gesamtbevölkerung der Gemeinde hat der Ort Tirpersdorf, in dem am 31. Dezember 2012 708 Menschen lebten. Das 1264 ersterwähnte Dorf gehört auch zu den ältesten Ortsteilen. Lottengrün, Droßdorf und Schloditz wurden 1267 erstmals genannt. Brotenfeld, Obermarxgrün und Altmannsgrün fanden im 14. Jahrhundert erstmalige Erwähnung in Urkunden.

Niederschlagsdiagramm für Tirpersdorf basierend auf den Messungen zwischen 1961 und 1990.

### Klima
Tirpersdorf befindet sich mit dem humiden Klima in der Gemäßigten Klimazone, wobei ein Übergang zum Kontinentalklima spürbar ist. Die nächste Wetterwarte befindet sich in Hof, auf die sich die nachfolgenden Werte beziehen.
Die durchschnittliche Jahrestemperatur beträgt 7,5 °C, die maximale Monatsdurchschnittstemperatur wird im Juli bei 16,8 °C gemessen, die geringste Monatsdurchschnittstemperatur mit −1,3 °C im Januar. Die maximale Temperatur liegt im Jahresdurchschnitt bei 11,5 °C, während die minimale Temperatur bei 3,6 °C gemessen wird. Auch hier werden jeweils die höchsten bzw. niedrigsten Monatsdurchschnittstemperaturen im Juli (bei Maximaltemperatur auch Juni) bzw. Januar angegeben.
Die jährliche Niederschlagsmenge beläuft sich auf 749 mm. Am meisten Niederschlag fällt in den Monaten Juli (91 mm) und August (77 mm). Die geringste Niederschlagsmenge verzeichnet der Monat April mit 42 mm. Im Jahresverlauf ergeben sich 198 Regentage. Davon sind die meisten im Dezember und März (jeweils 19) und die wenigsten in den Monaten August und September (jeweils 14) verzeichnet.
|                        | Jan  | Feb  | Mär  | Apr  | Mai  | Jun  | Jul  | Aug  | Sep  | Okt  | Nov | Dez  |   |      |
| Mittl. Temperatur (°C) | −1,3 | −0,5 | 2,6  | 7,0  | 11,9 | 14,9 | 16,8 | 16,5 | 12,1 | 7,5  | 2,4 | −0,9 | ⌀ | 7,5  |
| Mittl. Tagesmax. (°C)  | 1,2  | 2,7  | 6,6  | 11,9 | 17,0 | 20,0 | 22,0 | 21,9 | 16,9 | 11,5 | 4,9 | 1,3  | ⌀ | 11,5 |
| Mittl. Tagesmin. (°C)  | −3,8 | −3,6 | −0,9 | 2,3  | 6,6  | 9,7  | 11,7 | 11,4 | 7,8  | 4,2  | 0,1 | −3,1 | ⌀ | 3,6  |
|                        |      |      |      |      |      |      |      |      |      |      |     |      |   |      |
| Niederschlag (mm)      | 60   | 52   | 56   | 42   | 55   | 72   | 91   | 77   | 64   | 59   | 58  | 63   | Σ | 749  |
|                        |      |      |      |      |      |      |      |      |      |      |     |      |   |      |
| Regentage (d)          | 18   | 17   | 19   | 16   | 15   | 15   | 17   | 14   | 14   | 16   | 18  | 19   | Σ | 198  |

| −3,8 |

| −3,6 |

| −0,9 |

| 2,3 |

| 6,6 |

| 9,7 |

| 11,7 |

| 11,4 |

| 7,8 |

| 4,2 |

| 0,1 |

| −3,1 |

| −3,8 |

| −3,6 |

| −0,9 |

| 2,3 |

| 6,6 |

| 9,7 |

| 11,7 |

| 11,4 |

| 7,8 |

| 4,2 |

| 0,1 |

| −3,1 |

| N i e d e r s c h l a g | 60  | 52  | 56  | 42  | 55  | 72  | 91  | 77  | 64  | 59  | 58  | 63  |
|                         | Jan | Feb | Mär | Apr | Mai | Jun | Jul | Aug | Sep | Okt | Nov | Dez |

## Geschichte

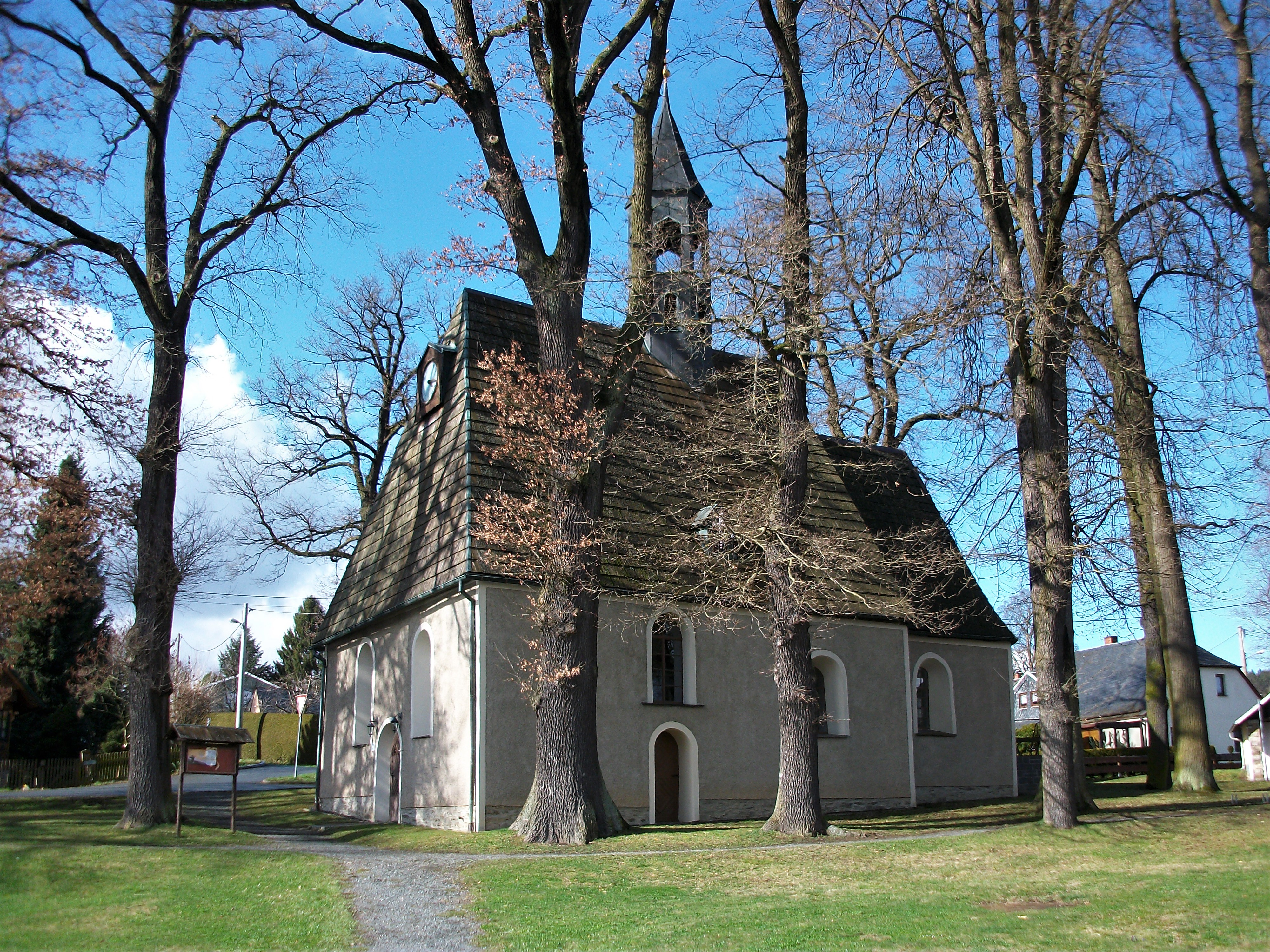
Kirche Tirpersdorf

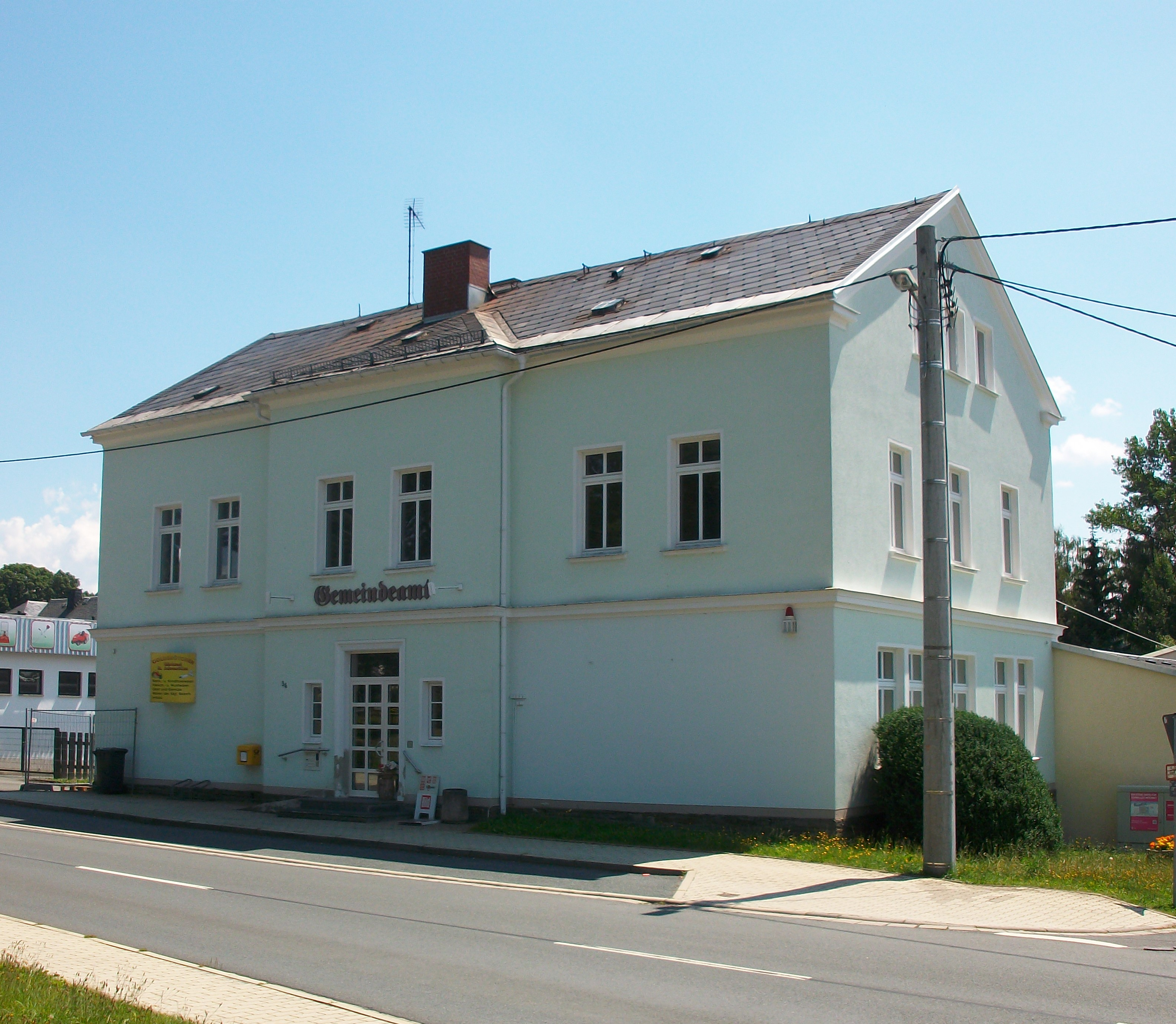
Gemeindeamt Tirpersdorf

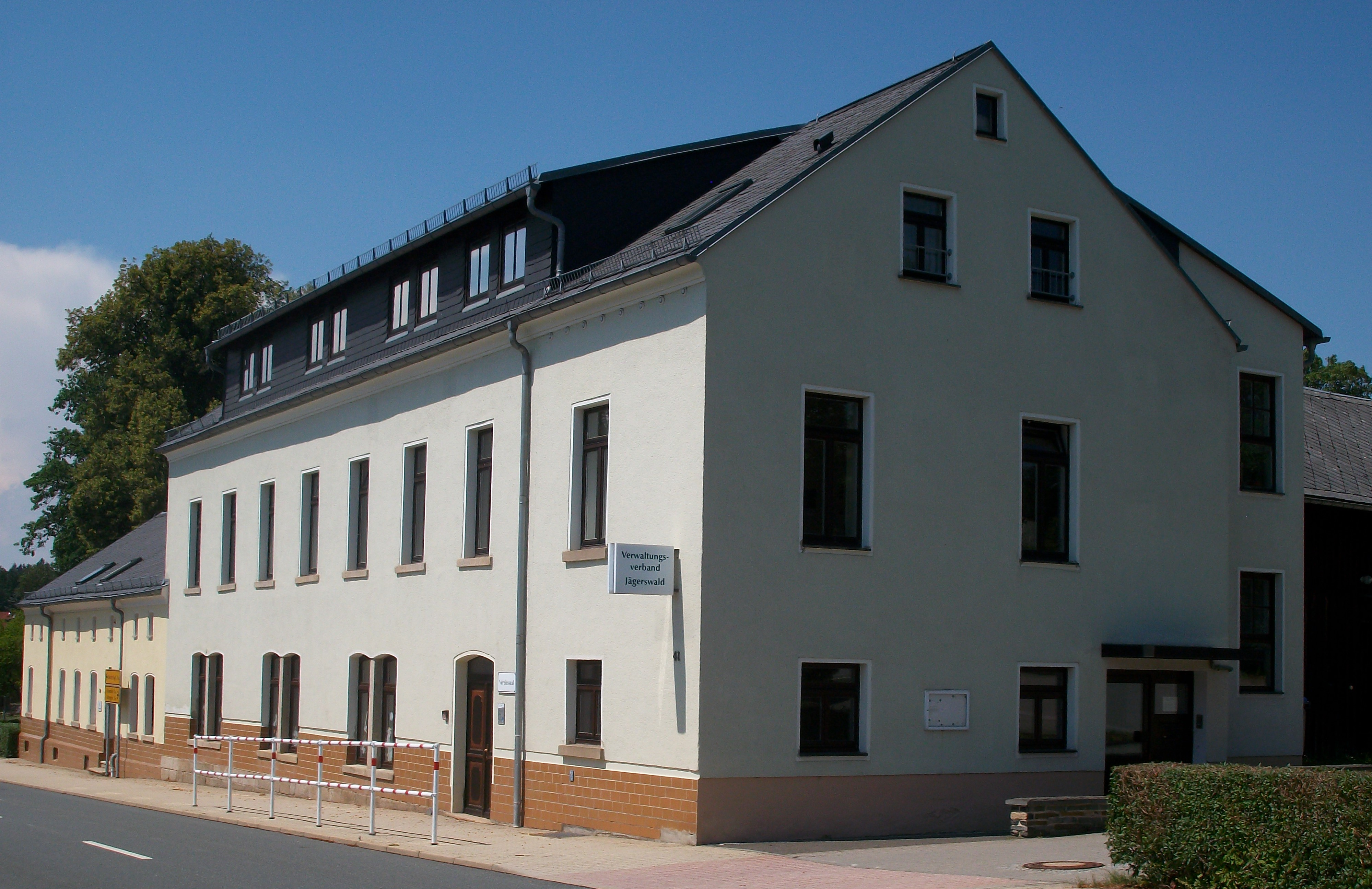
Gebäude des Verwaltungsverbands Jägerswald in Tirpersdorf

Tirpersdorf wurde erstmals im Jahr 1264 als Tirpenstorf erwähnt. Für das Jahr 1267 ist der Ortsname Tyrpenstorf überliefert. Im Jahr 1400 wurde Tirpestorff genannt. Eine andere Namensvariante stammt aus dem Jahr 1445, als Tirpirstorff erwähnt wurde. Für 1557 ist dann Tirpersdorff als geläufige Schreibung des Ortsnamens dokumentiert. Eine Wallfahrtskirche wurde in Tirpersdorf erstmals 1268 erwähnt. Sie wurde vom Deutschen Ritterorden unterhalten und war als Filialkirche dem Theumaer Gotteshaus unterstellt. Im 15. Jahrhundert war das Dorf durch die Hussitenkriege (1419–1436) in Mitleidenschaft gezogen, im Dreißigjährigen Krieg (1618–1648) kam es erneut zu Zerstörungen. In dieser Zeit forderte auch die Pest zahlreiche Todesopfer, allein 1633 erlagen 16 Tirpersdorfer dieser Krankheit.
In der Frühen Neuzeit wurde Tirpersdorf vom Herrensitz Burg Voigtsberg aus verwaltet. So gehörte der Ort im 14. Jahrhundert zum Castrum Voigtsberg, Mitte des 16. Jahrhunderts war Tirpersdorf dann bis 1856 zum kursächsischen bzw. königlich-sächsischen Amt Voigtsberg gehörig.
Bevor Tirpersdorf 1838 durch die Sächsische Landgemeindeordnung Eigenständigkeit als Landgemeinde erhielt, war der Ort durch das Lehnswesen geprägt. Die Grundherrschaft übten 1542 vier verschiedene Grundherren, die Pfarre Oelsnitz, der Landesherr, das Tirpersdorfer Rittergut oder Vorwerk und das Rittergut Mechelgrün untern Teils aus. Deren Herrschaft erstreckte sich auf 31 besessene Mann und zwei Häusler im Jahr 1583. Nach dem Ende des Siebenjährigen Krieges (1756–1763) gab es 32 besessene Mann im Ort, die 3 1⁄6 Hufen zu je 30 Scheffel bewirtschafteten und anteilig dem Landesfürsten und dem ortsansässigen Rittergut unterstanden. Im Zuge der Landgemeindeordnung erhielt Tirpersdorf einen Gemeinderat, der am 26. März 1839 gewählt wurde. Ab 1856 unterstand das Dorf dem Gerichtsamt Oelsnitz und nach 1875 oblag die Verwaltung dann der Amtshauptmannschaft Oelsnitz.
Ab 1837 konnten die Kinder des Dorfes in einem neuen Schulbau unterrichtet werden. Der Unterricht wurde bis 1872 nur von einem Lehrer durchgeführt, aufgrund der hohen Schülerzahlen stellte man dann eine Hilfskraft ein. Am 7. Juli 1879 erfolgte die Eröffnung eines neuen, größeren Schulgebäudes. Es dient heute der Gemeindeverwaltung als Sitz. Ab der Mitte des 19. Jahrhunderts ist zudem eine Feuerwehr im Ort überliefert. Etwa 1860 gab es zudem erstes Gewerbe in Tirpersdorf, um die Jahrhundertwende eröffneten immer mehr Geschäfte und Betriebe im Ort. Im Jahr 1900 erstreckte sich um das Platzdorf Tirpersdorf eine 479 Hektar große Gelängeflur, die von der Bevölkerung des Dorfes landwirtschaftlich genutzt wurde. Im gleichen Jahr löste sich die Gemeinde kirchlich von Theuma und errichtete zwei Jahre später ein eigenes Pfarrhaus. Ab 1910 entwickelte sich Vereinswesen in Tirpersdorf, beispielsweise vertreten durch Radfahrvereine und einen Frauenturnbund. Einen Frauenverein gab es in Tirpersdorf bereits seit 1880. Während des Ersten Weltkrieges starben 22 Tirpersdorfer. Die Einwohnerzahl stieg stetig: 1834 waren es noch 505, im Jahr 1890 schon 757 und 1925 1012 Menschen. Von diesen knapp über 1000 Personen gehörte die überwiegende Mehrheit der evangelisch-lutherischen Kirchgemeinde im Ort an. Katholisch waren 15 Menschen, 13 waren anderer oder keiner Konfession. Ein Adressbuch aus dem Jahr 1929 führt Tirpersdorf betreffend 282 Einträge.
Nach dem Zweiten Weltkrieg, der in Tirpersdorf 65 Menschenleben forderte, kam Sachsen in die Sowjetische Besatzungszone und später zur DDR. Am 1. Juli 1950 erfolgte die Eingliederung der Gemeinde Brotenfeld nach Tirpersdorf. Die historisch gewachsene Zugehörigkeit zu Oelsnitz blieb auch nach der Gebietsreform 1952 erhalten, die Tirpersdorf dem Kreis Oelsnitz im Bezirk Karl-Marx-Stadt (vormals Chemnitz) zuordnete. Das bäuerliche Leben in Tirpersdorf wurde nun nach dem Prinzip der Landwirtschaft in der DDR ausgerichtet, es kam unter anderem zur Enteignung von sechs Betrieben.
Ab 1951 wurde in Tirpersdorf wieder Wolframit abgebaut. Dieser Rohstoff war schon während des Ersten Weltkrieges für Rüstungsprojekte wertvoll und schaffte Arbeit im Ort. Das Bergwerk blieb bis 1957 in Betrieb. In der DDR-Zeit kam es zu einigen Neubauten in Tirpersdorf, heute noch am bedeutendsten ist das 1979 eröffnete Tirpersdorfer Freibad. Es verfügt über ein Schwimmbecken mit einer kleinen Rutsche und einen Kinderspielplatz.
Nach der Deutschen Wiedervereinigung kam Tirpersdorf zum wiedergegründeten Freistaat Sachsen. Da die Gemeinde mit ihren knapp 900 Einwohnern zu klein war, um weiterhin eigenständig bleiben zu können, schloss sie sich mit Wirkung zum 1. Januar 1994 mit den Gemeinden Droßdorf und Lottengrün sowie ihren Ortsteilen zusammen. Seitdem hat Tirpersdorf acht Gemeindeteile. Die folgenden Gebietsreformen in Sachsen ordneten Tirpersdorf 1994 dem Vogtlandkreis (Kfz-Kennzeichen: V) zu, der 2008 um die ehemals kreisfreie Stadt Plauen vergrößert wurde.
Am 25. Dezember 1998 gründeten die Gemeinden Bergen, Theuma, Werda und Tirpersdorf den Verwaltungsverband Jägerswald mit Sitz in Tirpersdorf. Über einen Zusammenschluss der vier Gemeinden zu einer größeren wurde seitdem öfter diskutiert.

### Entwicklung der Einwohnerzahl
Die folgende Tabelle zeigt die Einwohnerzahlen der Landgemeinde Tirpersdorf nach dem jeweiligen Gebietsstand. Sprünge ergeben sich damit durch die Eingemeindungen in den Jahren 1950 und 1994. Alle Zahlen von 1964 an beziehen sich auf den 31. Dezember des jeweiligen Jahres.
| Jahr | Einwohner |
| ---- | --------- |
| 1834 | 0505      |
| 1871 | 0742      |
| 1890 | 0757      |
| 1910 | 1010      |
| 1925 | 1012      |
| 1933 | 1030      |
| 1939 | 1018      |
| 1946 | 1206      |

| Jahr | Einwohner |
| ---- | --------- |
| 1950 | 1317      |
| 1964 | 1166      |
| 1990 | 0966      |
| 1993 | 0971      |
| 1994 | 1609      |
| 1996 | 1617      |
| 1998 | 1641      |
| 2000 | 1606      |

| Jahr | Einwohner |
| ---- | --------- |
| 2002 | 1586      |
| 2004 | 1556      |
| 2006 | 1492      |
| 2008 | 1433      |
| 2010 | 1429      |
| 2012 | 1413      |
| 2014 | 1402      |
| 2021 | 1346      |

Im Jahr 1910 lebten bei einer Bevölkerungszählung erstmals mehr als 1000 Menschen in Tirpersdorf. Rund 70 Jahre zuvor war es noch die Hälfte. Bis 1946 steig die Einwohnerzahl auf 1206 und durch die Eingliederung von Brotenfeld auf 1317 im Jahr 1950. In der DDR ging die Bevölkerungszahl wieder zurück, 1964 lebten noch 1166 Menschen in der Gemeinde, 1990 waren es nur noch 966. Erst durch die beiden Eingemeindungen 1994 stieg die Einwohnerzahl der Gemeinde wieder über 1000. Der Einwohnerhöchststand wurde Ende der 1990er Jahre erreicht, seitdem hat die Gemeinde schon wieder über 200 Einwohner verloren. Von den 1413 Einwohnern am 31. Dezember 2012 waren 705 männlich und 708 weiblich.

## Politik
Auf Landesebene zählt die Gemeinde zum Wahlkreis Vogtland 3, bei Bundestagswahlen liegt die Gemeinde im Bundestagswahlkreis Vogtlandkreis, der dem Landkreisgebiet entspricht.

### Gemeinderat
Seit der Gemeinderatswahl am 9. Juni 2024 verteilen sich die 12 Sitze des Gemeinderates folgendermaßen auf die einzelnen Gruppierungen:
- Parteiunabhängige Wählergemeinschaft (PWG): 10 Sitze
- Aktiv vor Ort – Liste 24: 2 Sitze

| Gemeinderat ab 2024Insgesamt 12 Sitze - AvO: 2 - PWG: 10 | Wahlvorschlag                        | 2024   | 2024   | 2019   | 2019   | 2014   | 2014   |
| Gemeinderat ab 2024Insgesamt 12 Sitze - AvO: 2 - PWG: 10 | Wahlvorschlag                        | Sitze  | in %   | Sitze  | in %   | Sitze  | in %   |
| Gemeinderat ab 2024Insgesamt 12 Sitze - AvO: 2 - PWG: 10 | Parteiunabhängige Wählergemeinschaft | 10     | 81,0   | 11     | 87,6   | 11     | 85,5   |
| Gemeinderat ab 2024Insgesamt 12 Sitze - AvO: 2 - PWG: 10 | Aktiv vor Ort – Liste 24             | 2      | 16,0   | –      | –      | –      | –      |
| Gemeinderat ab 2024Insgesamt 12 Sitze - AvO: 2 - PWG: 10 | Grüne                                | –      | 3,1    | –      | 3,7    | –      | 5,1    |
| Gemeinderat ab 2024Insgesamt 12 Sitze - AvO: 2 - PWG: 10 | Linke                                | –      | –      | 1      | 8,7    | 1      | 9,4    |
| Gemeinderat ab 2024Insgesamt 12 Sitze - AvO: 2 - PWG: 10 | Wahlbeteiligung                      | 76,8 % | 76,8 % | 65,2 % | 65,2 % | 51,0 % | 51,0 % |

### Bürgermeister
Ehrenamtlicher Bürgermeister Tirpersdorfs ist seit 2022 Ralph Six.
| Wahl | Bürgermeister | Vorschlag | Wahlergebnis (in %) |
| ---- | ------------- | --------- | ------------------- |
| 2022 | Ralph Six     | Six       | 90,9                |
| 2015 | Reiner Körner | Körner    | 98,2                |
| 2008 | Reiner Körner | Körner    | 98,2                |
| 2001 | Reiner Körner | PuW       | 55,8                |

## Wirtschaft und Infrastruktur
Wie in vielen anderen Städten Sachsens war Tirpersdorf beginnend zum Ende des 19. Jahrhunderts ein Standort der Textilindustrie. So entwickelte sich schon früh eine Stickerei im Ort. Heute sind noch drei Tirpersdorfer Unternehmen in der Textilbranche tätig: die Stickerei Pfeiffer, die Edi Michel Weberei GmbH und die Vogtländische Heimtextilien GmbH. In letzterem Betrieb sind etwa 50 Mitarbeiter beschäftigt. Die übrige Unternehmenslandschaft der Gemeinde besteht aus kleinen Handwerksbetrieben und Dienstleistungsunternehmen sowie Gastronomie.
Verkehrlich wird Tirpersdorf durch drei Staatsstraßen erschlossen. Die Staatsstraße 312 verbindet die Gemeinde mit Theuma und der Bundesstraße 169 östlich von Plauen. In die andere Richtung führt die S 312 nach Oelsnitz und dort zur Bundesstraße 92. Über diese Bundesstraße ist die Auffahrt auf die Bundesautobahn 72 (Hof–Leipzig) möglich, die zwischen Plauen und Tirpersdorf etwa in Nord-Süd-Richtung verläuft. Auch die Staatsstraße 303 führt nach Oelsnitz, aber auch über Werda in Richtung Falkenstein/Vogtl. Die Staatsstraße 315 verläuft ausschließlich durch Tirpersdorfer Gemeindegebiet und verbindet Schloditz mit Droßdorf, Lottengrün und Tirpersdorf.
Der Ortsteil Lottengrün hatte bis 1970 einen Bahnhof an der Bahnstrecke Herlasgrün–Oelsnitz. Dort zweigte eine als Industriebahn für die Theumaer Fruchtschieferbrüche angelegte Nebenbahn ab, die später bis Plauen verlängert wurde (Bahnstrecke Lottengrün–Plauen). Der Verkehr wurde auch hier 1970 eingestellt.
Tirpersdorf wird im vertakteten ÖPNV des Verkehrsverbunds Vogtland von mehreren Buslinien bedient. Die PlusBus-Linie 50 verbindet den Ort im Stundentakt mit Plauen, Oelsnitz, Auerbach und Rodewisch. Die RufBus-Linie 57 erschließt Lottengrün, Obermarxgrün und Juchhöh, die RufBus-Linie 55 Droßdorf und Altmannsgrün. Juchhöh wird zusätzlich von der TaktBus-Linie 92 (Plauen – Bad Elster) bedient.

## Kultur und Sehenswürdigkeiten

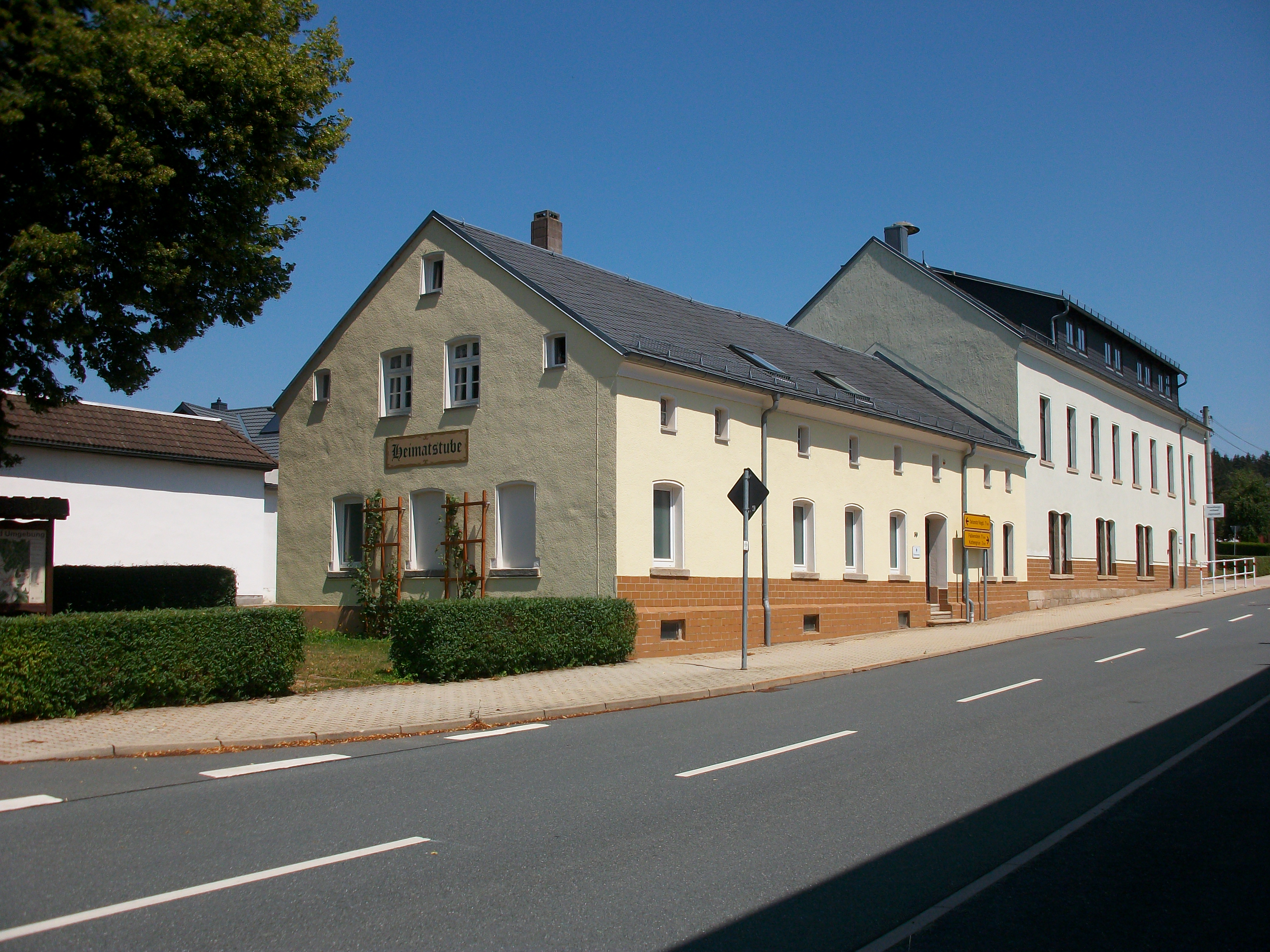
Heimatstube Tirpersdorf

### Naturschutz
- Siehe auch: Liste der Naturdenkmale in Tirpersdorf

### Vereine
Im Vereinsleben sind die beiden Sportvereine SSV Tirpersdorf (Fußball, 61 Mitglieder) und TTV 79 Tirpersdorf (Tischtennis) aktiv. Die erste Mannschaft des TTV 79 spielt in der Tischtennis-Bezirksklasse, der SSV Tirpersdorf ist in der Kreisliga tätig. Des Weiteren existiert der Heimatverein Tirpersdorf, der neben Heimatkunde und -pflege auch im Sportbereich tätig ist. Er hat etwa 100 Mitglieder.

## Persönlichkeiten
- Berthold Haupt (1904–1933), Buchdrucker, Kämpfer gegen den Nationalsozialismus, geboren in Tirpersdorf
- Erich Rammler (1901–1986), Brennstofftechniker, geboren in Tirpersdorf, außerdem seit 1968 Ehrenbürger der Gemeinde[15]